# Charles Cambon
Pour les articles homonymes, voir Cambon.
Ne doit pas être confondu avec Charles-Antoine Cambon.
Charles Cambon (né Marius Emmanuel Cambon le 3 mai 1892 à Florensac et mort le 11 septembre 1965 à Paris 17e) est un chanteur d’opéra baryton-basse français.

## Biographie
Il étudie d’abord au Conservatoire de Toulouse, puis au Conservatoire national de Paris.
À partir de 1923, il fut choriste au grand Opéra de Paris, dans Aïda où il a chanté dans les années qui ont suivi une multitude de petits rôles.
De 1930 jusqu'à sa retraite en 1953, il est apparu au grand Opéra dans les grands rôles de baryton héroïque du répertoire : Rigoletto, Amonasro, dans Aida, dans le Der Fliegende Holländer (1940), Valentin, le Grand Prêtre dans Samson et Dalila, Silvio dans Pagliacci, Hérode dans Hérodiade de Jules Massenet et comme l'évêque dans son Esclarmonde. Tout en continuant à apparaître dans les petits rôles dont Oreste dans l' Elektra de Richard Strauss en 1932 ou Altoum dans la première de Turandot de Puccini en 1928. En 1923, il crée Padmâvatî d'Albert Roussel et en 1924, il a chanté dans la première mondiale de l'opéra Nerto de Charles-Marie Widor ; en 1936 à celle de l'opéra Œdipe de Georges Enesco. En 1942, au Grand Opéra, il a participé à la première représentation française de Palestrina de Hans Pfitzner.
Il a complété un engagement comme invité de longue durée au Grand théâtre du Liceu de Barcelone et en 1937 il a fait une apparition au Covent Garden de Londres. Il est souvent apparu dans les opéras de province comme à l'Opéra de Nice.
À l'Opéra-Comique de Paris en 1945, il a chanté pour la seule fois Zurga dans  Les Pêcheurs de perles de Georges Bizet. 
Il s'est fait connaitre en France grâce à ses participations dans des programmes d'opéra pour la radio comme (entre autres rôles) Iago dans Otello de Verdi, Hamlet dans l'opéra de Ambroise Thomas,  ainsi que le comte di Luna dans  Il Trovatore et comme Athanaël dans Thaïs de Massenet.

## Enregistrements
Dès 1929, il a chanté un petit rôle dans une scène de Boris Godounov sur Columbia, plus tard  il enregistre avec Polydor (un Faust abrégé) et sur La voix de son maître, (en duo avec José Luccioni).
À l'époque du disque microsillon, il a participé à des opéras complets sur Pathé (Abimélec dans Samson et Dalila), Columbia (Schlemihl dans Les Contes d'Hoffmann), Decca (Roméo et Juliette de Gounod) et Edward J.Smith Recordings - The Golden Age Of Opera (EJS): (Hérodiade de Massenet).
- Berlioz, La damnation de Faust - Charles Cambon (Brander), André Pernet (Méphistophélès), Suzanne Juyol (Marguerite), Georges Jouatte (Faust) ; Chœurs et Orchestre Radio-Lyriques ; Albert Wolff, (5 novembre 1948, 2CD Malibran) (OCLC 182540963)[4]
- Berlioz, Les Troyens - Irène Joachim, Maria Braneze, Marisa Ferrer, Yvonne Corke ; BBC Theatre Chorus ; Royal Philharmonic Orchestra, dir. Sir Thomas Beecham  (Londres 1947, 3CD Malibran CDRG 162) (OCLC 50084623)
- Donizetti, La favorite - Guy Fouché, Simone Couderc, Jean Allain ; Orchestre de l'Association des Concerts Pasdeloup, dir. Jean Allain (Accord) (OCLC 41313394)
- Gounod, Roméo et Juliette - Janine Micheau, Raoul Jobin, Heinz Rehfuss, Odette Ricquier ; Théâtre national de l'Opéra de Paris, dir. Albeto Erede (1953, Decca) (OCLC 659018662)
- Offenbach, Les contes d'Hoffmann - Raoul Jobin, Renée Doria, Vina Bovy, Géori Boué (16 novembre 1948, EMI CMS 5 65260 2) (OCLC 34658575)
- Thomas, Mignon, Hamlet (extr.) - Charles Richard, Odette Turba-Rabier, Solange Michel… ; (1947, Malibran) (OCLC 701552260)
- Charles Cambon : arias de Carmen, Faust, Hamlet, Herodiade, La favorite, Henry VIII, Thaïs, Othello, Rigoletto, Aida , etc. (Malibran-Music) (OCLC 43364799)

.Circa 1955 dans la version anthologique en français du Barbier de Séville de Rossini : Bartholo. Avec Renée Doria, Carlo Baroni, Lucien Huberty, Adrien Legros,, Jean Allain,chez Érato.